# Mochlus grandisonianum
Mochlus grandisonianum là một loài thằn lằn trong họ Scincidae. Loài này được Lanza & Carfi mô tả khoa học đầu tiên năm 1966.